# 八月初八
八月初八，农历八月第八天。

## 大事记
- 1949年（10月1日），中华人民共和国开国大典在北京举办。

## 出生
- 明神宗万历三十八年，黄宗羲。
- 朱元璋。

## 逝世
- 南宋宁宗赵扩庆元六年，宋光宗赵惇。

## 其他内容
- 十斋日

## 参看
- 日历
- 八月初六 - 八月初七 - 八月初八 - 八月初九 - 八月初十
- 七月初八 - 八月初八 - 九月初八
- 正月 - 二月 - 三月 - 四月 - 五月 - 六月 - 七月 - 八月 - 九月 - 十月 - 十一月 - 腊月
- 公历8月8日